# داميان كوريك
داميان سي كوريك النائب (من مواليد 28 نوفمبر 1989) هو سياسي ومزارع كندي تم انتخابه لتمثيل ركوب نهر باتل - كروفوت في مجلس العموم الكندي في الانتخابات الفيدرالية الكندية لعام 2019. أعيد انتخابه في انتخابات 2021 وفي عام 2025 ، ولكن في 2 مايو 2025 ، أعلن أنه سيستقيل من مقعده للسماح لزعيم المحافظين بيير بويليفر بالترشح في انتخابات فرعية.

## الحياة الشخصية
ولد كوريك عام 1989 ، ونشأ في مزرعة خارج كونسورت ، ألبرتا ، وهو ابن جودي وجيسون فيليكس كوريك.
عندما كان في الخامسة عشرة من عمره ، ذهب كوريك في رحلة إلى أوتاوا وأجرى مكالمة في مكتب ستيفن هاربر. تم ترتيب اجتماع مدته عشر دقائق مع كوريك وهاربر وعضو البرلمان في ذلك الوقت ، كيفن سورنسون. نقل عن كوريك قوله: "بالنسبة لطفل يحب السياسة ، كان ذلك ذروة كل ما يمكن أن تتخيله".
انضم كوريك إلى جمعية الدوائر الانتخابية المحلية في عام 2016 وخدم فيها حتى عام 2019 عندما طرح اسمه كمرشح محافظ عن باتل ريفر - كروفوت.
تزوج كوريك من زوجته دانييل في 9 يونيو 2012 في ساسكاتون ولديه ثلاثة أبناء ، ماثيو وإيمرسون ووينستون.
يقيم كوريك في المناطق الخاصة في ألبرتا. كما يواصل العمل في مزرعة عائلته.

## التعليم
حصل كوريك على دبلوم المدرسة الثانوية في عام 2008 من مدرسة كونسورت العامة. بعد المدرسة الثانوية ، ذهب كوريك إلى كلية إستون ، حيث حصل على دبلوم مشارك في الدراسات الكتابية في عام 2010. كوريك حاصل أيضا على درجة البكالوريوس في العلوم السياسية والاتصالات من جامعة ترينيتي ويسترن اعتبارا من عام 2015.

## مهنة
قبل انتخابه عضوا في البرلمان ، عمل كوريك كمزارع وموسميا في قطاع النفط والغاز. منذ صغره ، شارك أيضا في مزرعة عائلته متعددة الأجيال بالقرب من كونسورت ، ألبرتا. كما عمل مع النائب السابق عن الركوب ، كيفن سورنسون ، في أوتاوا في عام 2015 وفي الجمعية التشريعية لساسكاتشوان ، في أدوار مختلفة بينما كان براد وول رئيسا لوزراء ساسكاتشوان. حتى طرح اسمه ليصبح مرشح المحافظين عن باتل ريفر - كروفوت ، عمل كوريك مع كيفن سورنسون في مكتبه الدائري في كامروز ، ألبرتا.

## مهنة سياسية
منذ انتخابه للبرلمان في الانتخابات العامة لعام 2019 ، شغل كوريك عدة أدوار كجزء من حزب المحافظين الكندي.
في الآونة الأخيرة ، شغل كوريك منصب وزير الظل للتراث الكندي للمحافظين.
في 2 مايو 2025 ، أعلن كوريك أنه سيتنصل من مقعده ويتنحى عن منصب النائب في الركوب حتى يتمكن زعيم حزب المحافظين بيير بويليفر من الترشح للمقعد في انتخابات تكميلية بعد هزيمته في كارلتون في وقت سابق من ذلك الأسبوع في الانتخابات الفيدرالية الكندية لعام 2025. قال كوريك إنه يعتزم الترشح مرة أخرى في الانتخابات العامة المقبلة.

## السجل الانتخابي
| الحزب                           | الحزب                                    | القائد                            | المرشحين                        | المقاعد                         | المقاعد                         | المقاعد                         | المقاعد                         | المقاعد                         | التصويت الشعبي | التصويت الشعبي | التصويت الشعبي | التصويت الشعبي | التصويت الشعبي                 |
| الحزب                           | الحزب                                    | القائد                            | المرشحين                        | 2021 ‏                           | عند حل البرلمان ‏                | 2025                            | التغيير عن 2021                 | نسبة المقاعد                    | الأصوات        | تغيير الأصوات  | %              | نسبة التغير    | نسبة الفوز بالدائرة الانتخابية |
| ------------------------------- | ---------------------------------------- | --------------------------------- | ------------------------------- | ------------------------------- | ------------------------------- | ------------------------------- | ------------------------------- | ------------------------------- | -------------- | -------------- | -------------- | -------------- | ------------------------------ |
|                                 | الحزب الليبرالي الكندي                   | مارك كارني                        | 342                             | 160                             | 152                             | 170                             | ▲ 10                            | 49٫6%                           | 8,595,506      | ▲ 3,038,877    | 43.76%         | ▲ 11.14        |                                |
|                                 | حزب المحافظين الكندي                     | بيير بويليفري                     | 342                             | 119                             | 120                             | 143                             | ▲ 24                            | 41٫7%                           | 8,113,550      | ▲ 2,366,140    | 41.31%         | ▲ 7.57         |                                |
|                                 | الكتلة الكيبيكية                         | إيف-فرانسوا بلانشيه               | 78                              | 32                              | 33                              | 22                              | ▼ 10                            | 6.7%                            | 1,236,349      | ▼ 65,276       | 6.29%          | ▼ 1.35         |                                |
|                                 | الحزب الديمقراطي الجديد                  | جاجميت سينج                       | 342                             | 25                              | 24                              | 7                               | ▼ 18                            | 2٫0%                            | 1,234,771      | ▼ 1,801,577    | 6.29%          | ▼ 11.53        |                                |
|                                 | حزب الخضر الكندي                         | إليزابيث ماي وJonathan Pedneault ‏ | 232                             | 2                               | 2                               | 1                               | ▼ 1                             | 0.3%                            | 238,893        | ▼ 158,095      | 1.22%          | ▼ 1.11         | 1.75%                          |
|                                 | حزب الشعب الكندي                         | ماكسيم برنييه                     | 247                             | –                               | –                               | –                               |                                 | –                               | 136,974        | ▼ 704,019      | 0.70%          | ▼ 4.24         | 0.94%                          |
|                                 | مستقل ومن ليس له انتماء حزبي             | مستقل ومن ليس له انتماء حزبي      | 177                             | –                               | 3                               | –                               |                                 | –                               | 39,499         | ▲ 7,018        | 0.20%          | ▲ 0.01         | 0.31%                          |
|                                 | Christian Heritage Party of Canada       | رودني إل تايلور                   | 32                              | –                               | –                               | –                               |                                 | –                               | 10,063         | ▲ 1,078        | 0.05%          |                | 0.46%                          |
|                                 | Rhinoceros Party                         | شينوك بي. بليز ليدوك              | 29                              | –                               | –                               | –                               |                                 | –                               | 7,063          | ▲ 978          | 0.04%          |                | 0.41%                          |
|                                 | المتحد                                   | جرانت إس. أبراهام                 |                                 | جديد                            | –                               |                                 | جديد                            | –                               | 6,061          | جديد           | 0.03%          | جديد           | 0.57%                          |
|                                 | الحزب التحرري الكندي                     | جاك واي بودرو                     | 16                              | –                               | –                               | –                               |                                 | –                               | 5,561          | ▲ 796          | 0.03%          |                | 0.57%                          |
|                                 | الحزب الشيوعي الكندي (الماركسي اللينيني) | آنا دي كارلو                      | 35                              | –                               | –                               | –                               |                                 | –                               | 4,996          | ▲ 464          | 0.03%          |                | 0.25%                          |
|                                 | الحزب الشيوعي الكندي                     | Elizabeth Rowley                  | 24                              | –                               | –                               | –                               |                                 | –                               | 4,685          | ▼ 15           | 0.02%          | ▼ 0.01         | 0.36%                          |
|                                 | Centrist Party of Canada                 | إيه كيو رانا                      | 19                              | –                               | –                               | –                               |                                 | –                               | 3,314          | ▲ 2,666        | 0.02%          | ▲ 0.02         | 0.31%                          |
|                                 | Canadian Future Party                    | Dominic Cardy                     | 19                              | جديد                            | –                               | –                               | جديد                            | –                               | 3,123          | جديد           | 0.02%          | جديد           | 0.27%                          |
|                                 | Animal Protection Party of Canada        | Liz White                         | 7                               | –                               | –                               | –                               |                                 | –                               | 1,301          | ▼ 1,245        | 0.01%          |                | 0.32%                          |
|                                 | حزب الماريجوانا                          | Blair T. Longley                  | 2                               | –                               | –                               | –                               |                                 | –                               | 133            | ▼ 1,898        | 0.00%          | ▼ 0.01         | 0.09%                          |
|                                 | شاغر                                     | شاغر                              | شاغر                            | شاغر                            | 4                               | —                               | —                               | —                               | —              | —              | —              | —              | —                              |
|                                 |                                          |                                   |                                 |                                 |                                 |                                 |                                 |                                 |                |                |                |                |                                |
| الأصوات الصحيحة                 | الأصوات الصحيحة                          | الأصوات الصحيحة                   | الأصوات الصحيحة                 | الأصوات الصحيحة                 | الأصوات الصحيحة                 | الأصوات الصحيحة                 | الأصوات الصحيحة                 | الأصوات الصحيحة                 | 19,641,842     | ▲ 2,369,826    | 100.00%        | –              | –                              |
| الأصوات الباطلة والفارغة        | الأصوات الباطلة والفارغة                 | الأصوات الباطلة والفارغة          | الأصوات الباطلة والفارغة        | الأصوات الباطلة والفارغة        | الأصوات الباطلة والفارغة        | الأصوات الباطلة والفارغة        | الأصوات الباطلة والفارغة        | الأصوات الباطلة والفارغة        |                |                |                |                | –                              |
| المجموع                         | المجموع                                  | المجموع                           | 1,959                           | 338                             | 338                             | 343                             | ▲ 5                             | 100.00%                         |                |                | 100.00%        | –              | 100.00%                        |
| الناخبين المسجلين ومعدل الإقبال | الناخبين المسجلين ومعدل الإقبال          | الناخبين المسجلين ومعدل الإقبال   | الناخبين المسجلين ومعدل الإقبال | الناخبين المسجلين ومعدل الإقبال | الناخبين المسجلين ومعدل الإقبال | الناخبين المسجلين ومعدل الإقبال | الناخبين المسجلين ومعدل الإقبال | الناخبين المسجلين ومعدل الإقبال |                |                |                |                | –                              |
| المصدر: انتخابات كندا           |                                          |                                   |                                 |                                 |                                 |                                 |                                 |                                 |                |                |                |                |                                |

قالب:2025 Canadian federal election/Battle River—Crowfootقالب:2021 Canadian federal election/Battle River—Crowfootقالب:2021 Canadian federal election/Battle River—Crowfoot
قالب:2019 Canadian federal election/Battle River—Crowfoot

## روابط خارجية
- داميان كوريك – السيرة في البرلمان الكندي

1. ↑  حظيت زارناب زافر بتأييد الحزب الليبرالي في دائرة بونوكا ديدزبوري الانتخابية، غير أن خطأً إداريّاً في هيئة الانتخابات الكندية حال دون تسجيل انتمائها الحزبي رسميّاً.[5]
2. ↑  رفضت هيئة الانتخابات الكندية أوراق ترشح المرشحة المحافظة شاني تيرو في دائرة كيبك سنتر الانتخابية، دون أن يوضح الحزب أسباب ذلك.[5]
3. ↑  انسحب مرشح الحزب الديمقراطي الجديد بريندن موشر من الترشح لأسباب شخصية في دائرة ساوث شور سانت مارغريتس الانتخابية. وقد نال هايدن هندرسون تأييد الحزب الديمقراطي الجديد، لكنه أُدرج في ورقة الاقتراع مرشح مستقل.[5][6]
4. ↑  تقدّم للانتخابات 159 مرشحاً مستقلاً و18 مرشحاً بدون انتماء حزبي؛ من بينهم شارك 83 مرشحاً في احتجاج لجنة أطول ورقة اقتراع في دائرة كارلتون الانتخابية.